# Srećko Lisinac
Srećko Lisinac (Kraljevo, 17 de mayo de 1992) es un jugador profesional de voleibol serbio, juego de posición central. Desde la temporada 2018/2019, el juega en italiano Serie A, en el equipo Itas Trentino.

## Palmarés

### Clubes
Campeonato de Alemania:
- 2014

Supercopa de Polonia:
- 2014, 2017

Campeonato de Polonia:
- 2018
- 2017
- 2015, 2016

Copa de Polonia:
- 2016

Campeonato Mundial de Clubes:
- 2018

Copa CEV:
- 2019[2]

Supercopa de Italia:
- 2021

### Selección nacional
Campeonato Europeo Sub-21:
- 2010

Campeonato Mundial Sub-21:
- 2011

Campeonato Mundial Sub-23:
- 2013

Campeonato Europeo:
- 2019
- 2013, 2017

Liga Mundial:
- 2016
- 2015

## Premios individuales
- 2013: Mejor central Campeonato Europeo
- 2015: Mejor central Liga Mundial
- 2016: Mejor central Copa de Polonia
- 2016: Mejor central Liga Mundial
- 2017: Mejor central Campeonato Europeo
- 2018: Mejor central Copa de Polonia
- 2019: Mejor central Campeonato Europeo